# Prince Amartey
Pour les articles homonymes, voir Amartey.
Prince Amartey est un boxeur ghanéen né le 25 juin 1944 à Ho et mort le 23 septembre 2022.

## Carrière
Il remporte aux Jeux olympiques d'été de 1972 à Munich la médaille de bronze dans la catégorie poids moyens.

## Palmarès

### Jeux olympiques
- Médaille de bronze en -75 kg aux Jeux de 1972 à Munich, Allemagne

### Championnats d'Afrique
- Médaille de bronze en -75 kg en 1972 à Nairobi, Kenya

## Référence
1. ↑  (en) « Olympic medalist Prince Amartey passes on », sur MyJoyOnline, 27 septembre 2022 (consulté le 15 avril 2024).
2. ↑  (en) Résultats des Jeux olympiques 1972 (amateur-boxing.strefa.pl)